# Bröstsockerkläppen
Bröstsockerkläppen är ett naturreservat i Bodens kommun i Norrbottens län.
Området är naturskyddat sedan 2016 och är 0,9 kvadratkilometer stort. Reservatet omfattar en sydostsluttning av Granberget/Bröstsockerkläppen med hällmarker och klapperstensfält på toppen. Reservatet består av barrträd med inslag av lövträd. 